# Кингстон (Оклахома)
Кингстон (енгл. Kingston) град је у америчкој савезној држави Оклахома.

## Демографија
По попису из 2010. године број становника је 1.601, што је 211 (15,2%) становника више него 2000. године.
| Група             | 2000.         | 2010.         |
| Белци             | 1.075 (77,3%) | 1.138 (71,1%) |
| Афроамериканци    | 2 (0,1%)      | 6 (0,4%)      |
| Азијати           | 1 (0,1%)      | 0 (0,0%)      |
| Хиспаноамериканци | 61 (4,4%)     | 87 (5,4%)     |
| Укупно            | 1.390         | 1.601         |